# Блендово (Новодворський повіт)
Блендово (пол. Błędowo) — село в Польщі, у гміні Помехувек Новодворського повіту Мазовецького воєводства.
Населення — 194 особи (2011).
У 1975-1998 роках село належало до Варшавського воєводства.

## Демографія
Демографічна структура станом на 31 березня 2011 року:
|          | Загалом | Допрацездатний вік | Працездатний вік | Постпрацездатний вік |
| -------- | ------- | ------------------ | ---------------- | -------------------- |
| Чоловіки | 92      | 23                 | 64               | 5                    |
| Жінки    | 102     | 22                 | 58               | 22                   |
| Разом    | 194     | 45                 | 122              | 27                   |